# Теорема Харди — Рамануджана
В математике теорема Харди — Рамануджана- Каца утверждает, что скорость роста числа {\displaystyle \omega (n)} различных простых делителей числа {\displaystyle n} определяется функцией повторного логарифма — {\displaystyle \log(\log(n))}, а «разброс» числа делителей — квадратным корнем этой функции. 

## Теорема
Пусть действительная функция {\displaystyle f(n)} такова, что {\displaystyle \lim _{n\to \infty }f(n)=\infty }, и пусть {\displaystyle g(x)} — число натуральных чисел {\displaystyle n<x}, для которых выполнено следующее неравенство
{\displaystyle |\omega (n)-\log(\log(n))|<f(n){\sqrt {\log(\log(n))}}}
или более традиционно
{\displaystyle |\omega (n)-\log(\log(n))|<{(\log(\log(n)))}^{{\frac {1}{2}}+\varepsilon }} , где {\displaystyle \varepsilon >0}
Тогда
{\displaystyle \lim _{x\to \infty }{\frac {g(x)}{x}}=1}
Простое доказательство этой теоремы нашел Пал Туран.

## Обобщения и усиления
Такой же результат верен и для числа всех простых сомножителей в разложении числа {\displaystyle n}.
Эта теорема обобщается теоремой Эрдёша — Каца, в которой доказывается, что распределение различных простых делителей натуральных чисел является нормальным со «средним» и «дисперсией» равными {\displaystyle \log(\log(n))}. Таким образом, имеется некоторая связь между распределением числа простых делителей и предельными законами теории вероятностей — центральной предельной теоремой и законом повторного логарифма.